# (20254) Úpice
20254 Upice (1998 FE2) – planetoida z pasa głównego asteroid okrążająca Słońce w ciągu 3,98 lat w średniej odległości 2,51 j.a. Odkryta 21 marca 1998 roku.